# 桜田あおい
桜田 あおい（さくらだ あおい、1月9日 - ）は、日本の漫画家。福岡県出身。福岡県在住。女性。血液型B型。デビュー作は『彼の中のブルー』。

## 略歴
- 2011年 - 4月から漫画を描き始め、25歳で初投稿[5]。
- 2012年 - 12月期第12回マーガレットまんがゼミナールSUPERにおいて3位入選（当時26歳）。受賞作である『彼の中のブルー』でデビューした[3]。

## 作品リスト
全て集英社、マーガレットコミックスから刊行されている。
- 初恋物語（2013年11月25日発売[6]、ISBN 978-4-08-845130-5、全1巻）
  - 初恋電車（『マーガレット』2013年19号[7] - 21号[8]）
  - 青空ノムコウ（『マーガレット』2013年13号）
  - ハジマリノオト。[9]（『マーガレット』2013年11号）
  - ファースト・チョコレイト[10]（『ザ マーガレット』2013年8月号）
  - 彼の中のブルー[4]（『ザ マーガレット』2013年6月号、デビュー作）
- コズミック・レンズ[注 1]（2014年7月25日発売[11]、『マーガレット』2014年7号[12] - 12号、ISBN 978-4-08-845240-1、全1巻）

### 単行本未収録作品
- 私は 50年後なんて 信じない。[13][14]（『マーガレット』2013年24号）
- ロケット・スピカ[15]（『ザ マーガレット』2014年10月号）
- 影虎さんと呼ばないで。[注 2]（『マーガレット』2014年23号[16] - 2015年6号[17]）
- 未来型恋愛男子46（シロ）[注 3]（『マーガレット』2015年21号[18] - 休載中[注 4]）

## 関連人物
- 藤宮あゆ[3] - デビュー時の講師。